# Жмудь, Леонид Яковлевич
Леони́д Я́ковлевич Жму́дь (род. 22 июня 1956, Львов, УССР, СССР) — советский и российский историк, специалист по досократикам, раннегреческой науке и медицине, философии и религии архаического и классического периодов. Кандидат исторических наук, доктор философских наук.

## Биография
В 1977—1982 гг. учился на кафедре Истории древней Греции и Рима исторического факультета ЛГУ.
В 1979—1980 гг. участвовал в выпуске журнала «Метродор», где публиковал материалы организованных им в студенческом научном обществе дискуссий об О. М. Фрейденберг, А. Ф. Лосеве, структурализме.
В 1988 г. защитил диссертацию на соискание учёной степени кандидата исторических наук по теме «Научные занятия в раннепифагорейской школе ок. 530-ок.430 гг. до н. э. по перипатетическим источникам».
С 1985 г. работает в Санкт-Петербургском филиале Института истории естествознания и техники им. С. И. Вавилова РАН, с 2012 в качестве главного научного сотрудника; с 2019 — зав. сектором социальных и когнитивных проблем науки.
В 1989 г. вместе с Л. Я. Лурье организовал Санкт-Петербургскую классическую гимназию № 610. В 1989—1990 гг. был её директором. В 1992—1996 гг. — заместитель директора по науке.
В 1995 г. в Санкт-Петербургском государственном университете защитил диссертацию на соискание учёной степени доктора философских наук по теме «Наука, философия и религия в раннем пифагореизме».
В 1990—1992 гг. стипендиат фонда А. фон Гумбольдта в Констанцком университете (Германия), с возобновлением этой стипендии в летние месяцы 1993, 2000, 2004, 2008 и 2010 гг. В 1995—1996 гг. стипендиат Center for Hellenic Studies (Вашингтон), зимой 1998 и 2008 г. — стипендиат Maison des Sciences de l’Homme (Париж).
В 1998—1999 гг. был членом Institute for Advanced Study (Принстон), в 2000—2001 гг. стажировался в Wellcome Trust for the History of Medicine при University College (Лондон), 2002—2003 гг. провел в Wissenschaftskolleg zu Berlin, а 2006—2007 гг. — в Netherlands Institute for Advanced Study, Wassenaar (Голландия).

## Публикации

### Монографии
1. Жмудь Л. Я. Пифагор и его школа / Ответственный редактор А. И. Зайцев. — Л.: Наука, 1990. — 192 с. — (Из истории мировой культуры). — 50 000 экз. — ISBN 5-02-027292-2.
2. Жмудь Л. Я. Наука, философия и религия в раннем пифагореизме. — СПб.: Алетейя, 1994. — 376 с. — 3000 экз. — ISBN 5-86050-066-1.
3. Жмудь Л. Я. Техническая мысль в античности, средневековье и Возрождении. СПб., 1995.
4. Zhmud L. Wissenschaft, Philosophie und Religion im frühen Pythagoreismus. Berlin: Akademie Verlag, 1997. — ISBN 978-3-05-003090-6.
5. Жмудь Л. Я. Зарождение истории науки в античности. СПб., 2002. — 424 с. — ISBN 5-88812-172-X.
6. Жмудь Л. Я. The Origin of the History of Science in Classical Antiquity. Berlin: W. de Gruyter, 2006. — 331 с. — ISBN 978-3-11-017966-8.
7. Жмудь Л. Я. Пифагор и ранние пифагорейцы. — М.: Университет Дмитрия Пожарского, Русский Фонд Содействия Образованию и Науке, 2012. — 445 с. — ISBN 978-5-91244-068-7.
8. Zhmud L. Pythagoras and the Early Pythagoreans. Oxford: OUP, 2012. — 491 p. — ISBN 978-0-19-928931-8.

### Изданные книги
1. Некоторые проблемы античной науки (редактор-составитель). Л., 1989.

1. Учебный латинский словарь / Пер. с нем. Ю. Панасенко. СПб., 1993 (отв. редактор).
2. Ianua nova. Хрестоматия по латинскому языку. Ч. I / Пер. с нем. А. Тыжова. СПб., 1993 (отв. редактор).
3. Ianua nova. Хрестоматия по латинскому языку. Ч. II / Пер. с нем. А. Черноглазова. СПб., 1993 (отв. редактор).
4. Ianua nova. Грамматика латинского языка к ч. I—II / Пер. с нем. А. Тыжова, А. Черноглазова. СПб., 1993 (отв. редактор).
5. PROPULAIA Хрестоматия по древнегреческому языку / Пер. с нем. В. П. Казанскене. СПб., 1993 (отв. редактор).
6. Ianua nova. Хрестоматия по латинскому языку. Ч. III / Пер. с нем. А. Черноглазова. СПб., 1994 (отв. редактор).
7. Ianua nova. Книга для учителей. / Пер. с нем. А. Черноглазова. СПб., 1994 (отв. редактор).
8. Грамматика древнегреческого языка / Пер. с нем. В. П. Казанскене. СПб., 1994 (отв. редактор).
9. П. Гиро. Частная и общественная жизнь греков. СПб., 1995 (предисловие, научная редакция).
10. Древнегреческо-русский учебный словарь / Русская версия А. К. Гаврилова. СПб., 1997 (отв. редактор).
11. А. И. Зайцев. Культурный переворот в Древней Греции VIII—V вв. до н. э. 2-е изд. СПб., 2000 (отв. редактор, вступительная статья, перевод).
12. А. И. Зайцев. Избранные статьи. СПб., 2002. (отв. редактор, совместно с Н. А. Алмазовой, перевод).
13. А. И. Зайцев. Греческая религия и мифология. Курс лекций. СПб., 2004. (отв. редактор, предисловие).
14. А. И. Зайцев. Исследования по греческой и индоевропейской поэтике. СПб., 2006 (отв. редактор, совместно с В. В. Зельченко)
15. У. К. Ч. Гатри. История греческой философии. Т. 1. Ранние досократики и пифагорейцы. СПб: Владимир Даль, 2015. — 863 с. (отв. редактор, вступительная статья).
16. С. Я. Лурье. Избранные работы по истории науки. Под ред. Л. Я. Жмудя. СПб.: Издательство РХГА, 2016. — 560 с. (отв. ред., перевод, комментарии).

### Избранные статьи
1. Пифагор в ранней традиции // Вестник древней истории № 2 (1985) 121—142.
2. Pythagoras as a Mathematician, Historia Mathematica 16 (1989) 249—272.
3. Встреча с читателем, или клонированный Фалес // ВИЕТ № 1 (2005) 175—190.
4. Überlegungen zur pythagoreischen Frage, in: Frühgriechisches Denken. Ed. by G. Rechenauer. Göttingen 2005, 135—151.
5. Студенты-историки между официозом и «либеральной наукой» // Звезда № 8 (1998) 204—210.